# نیوتن (آلاباما)
نیوتن (به انگلیسی: Newton) شهری در شهرستان دیل ایالت آلاباما است که مساحت آن ۳۶٫۹۸ کیلومتر مربع است و در سرشماری سال ۲۰۱۰ میلادی، ۱٬۵۱۱ نفر جمعیت داشته و تراکم جمعیتی آن، ۴۰٫۸۶ نفر در هر کیلومتر مربع بوده است.